# Petr Nůsek

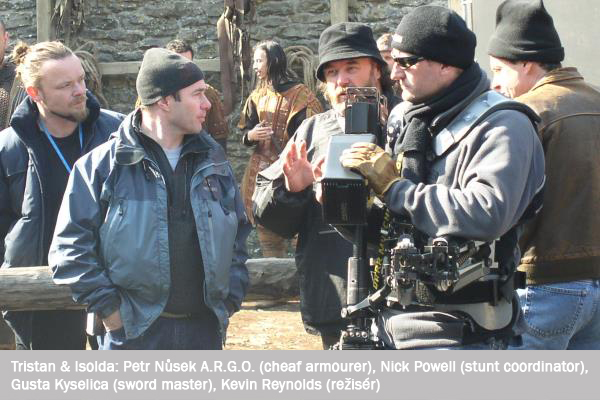
Tristan & Isolda, Nůsek (cheaf armourer), Nick Powell (stunt coordinator), Gusta Kyslica (sword master) a režisér Kevin Reynolds

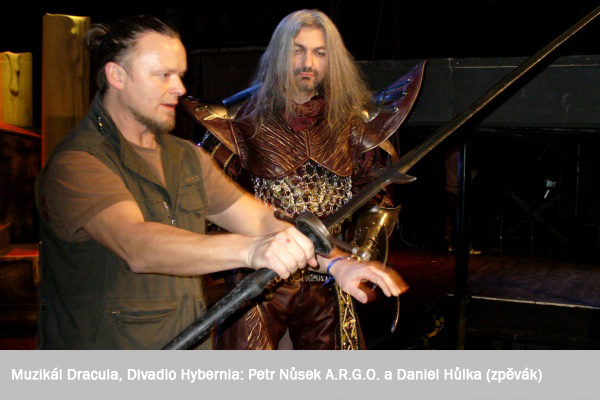
Muzikál Dracula, divadlo Hybernia, Nůsek a Daniel Hůlka

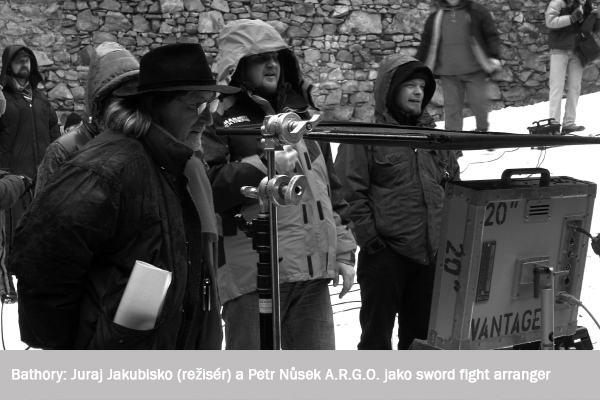
Bathory, režisér Juraj Jakubisko a Nůsek jako sword fight arranger

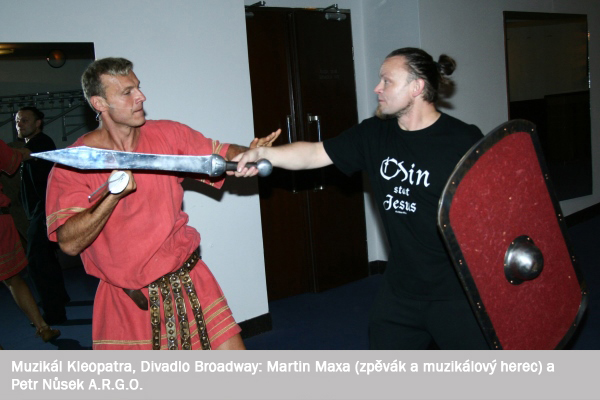
Muzikál Kleopatra, zpěvák a muzikálový herec Martin Maxa s Petrem Nůskem

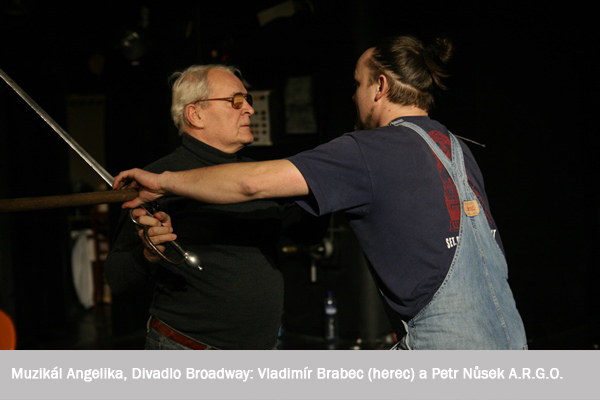
Muzikál Angelika, herec Vladimír Brabec a Petr Nůsek

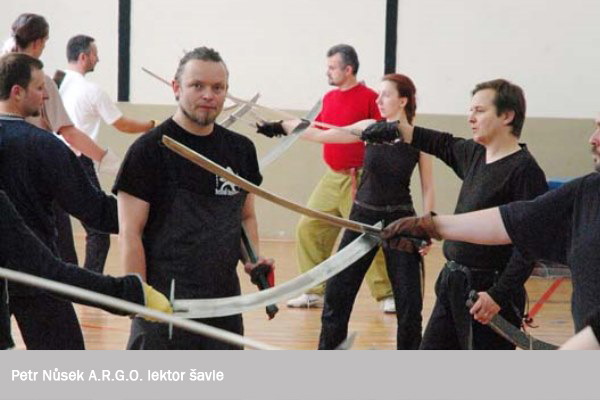
Petr Nůsek během lekcí šavle

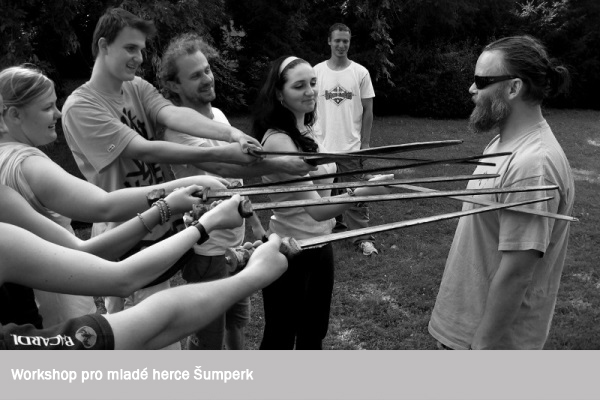
Petr Nůsek při workshopu pro mladé herce v Šumperku

Petr Nůsek (* 21. dubna 1967 v Písku) je český profesionální choreograf, učitel a poradce dobových šermů i bojů, specialista na sportovní šerm fleret, na zbraně a zbroj pro film, divadlo, šermíř v šermířských představeních a show, bojovník, šermířský a herecký dubl ve filmu. Profesionálnímu šermu se věnuje od roku 1988.

## Život a dílo
Narodil se 21. dubna 1967 v Písku. Absolvoval školu evropských historických bojových umění Magisterium. Působí jako profesionální lektor aprobovaný pro šerm historickými zbraněmi, v systému Ing. Petera Kozy je jako jediný držitelem hodnocení podmistra ve čtyřech školách (italská, německá, francouzská + evropská a orientální šavle). Je vysoce[zdroj?] aprobovaný pro španělskou školu, vyučuje boj holí, cepem a ostatními dřevcovými zbraněmi. V současné době je jediným českým pedagogem, který se zabývá systematickou výukou boje šavlí používaného před rokem 1800.
Vyučuje od roku 1990. V současné době vede pravidelnou výuku v Praze, Táboře a Českých Budějovicích. Založil a řídí Akademii kreativního anachronismu. Zaměřuje se zejména na inscenovaný šerm, úpol, rekonstrukci, filosofii a etiku.
Založil a spolu se Sdružením Housův Mlýn provozuje Zážitkový skanzen husitského způsobu válečnictví v Táboře na Housově Mlýně. Výraznou zkušenost získal jako profesionální herec Divadla M v Českých Budějovicích a v legendárním souboru šermířského pouličního divadla „Krumlovští Petrovští“.

## Filmografie
- Marie Terezie (2017 - 2021)
- Emperor, 2018
- Já, Mattoni, seriál, 2016
- Das Goldene Ufer, 2015
- Dina, dcera čarodějky/Skammerens datter, 2015
- 1864, 2013
- Serena, 2012
- Last Knights, 2012
- L'Homme qui rit, 2012
- Borgia III, seriál, 2013
- Borgia II, seriál, 2012
- Borgia, seriál, 2012
- Les Adventures de Philibert, 2010
- Solomon Kane, 2009
- Pokoj v duši, 2009
- Wanted, 2008
- Letopisy Narnie: Princ Kaspian, 2008
- Tři srdce, pohádka, 2007
- Bathory, 2008
- Pope Joan, 2008
- 12 Meter ohne Kopf, 2008
- Bojová umění aneb Jednota osobnosti (seriál ČT), 2007
- Hannibal Rising, 2005
- Království nebeské, 2005
- Eurotrip, 2004
- Krev Templářů, 2004
- Help! I'm A Teenage Outlaw, 2004
- Tristan a Isolda, 2006
- Mists of Avalon, 2001
- Blade II, 2002
- Shanghai Knights, 2003
- Hellboy, 2004

## Divadlo a muzikály
České divadelní a muzikálové projekty, pro které Nůsek připravoval choreografie bojových scén:
- Balada pre banditu (2018, Divadlo Jozefa Gregora Tajovského ve Zvolene)
- Troilus and Cressida / The Trojan Women (2018, Prague Shakespeare Company, Stavovské Divadlo Praha)
- Hrabě Monte Christo – (2018, zájezdová verze muzikálu)
- Zamilovaný Shakespeare (2018, Městské divadlo Zlín)
- Titanic (2018, Divadlo Kalich Praha)
- Peer Gynt (2018, Divadlo Jiřího Myrona Ostrava)
- Kleopatra (2018, muzikál, Bobycentrum Brno)
- Čarodějky ze Salemu (2017, Divadlo Na Vinohradech Praha)
- Ifigenie v Aulidě (2017, Divadlo Na Vinohradech Praha)
- Noc na Karlštejně (2017, Městské divadlo Zlín)
- Muž se železnou maskou (2017, muzikál, Divadlo Broadway Praha)
- Ako Bonnie a Clyde (2017, Štátné Divadlo Košice)
- Ucho (2017, Divadlo na Vinohradech Praha)
- Čapek (2017, Divadlo Rokoko Praha)
- Škola žen (2017, Divadlo na Vinohradech Praha)
- Ronja, dcéra lúpežníka (2017, Štátné divadlo Košice)
- Macbeth (2017, Divadlo ABC Praha)
- Krás(k)a na scéně (2017, Městské divadlo Mladá Boleslav)
- Tartuffe (2016, Městské divadlo Zlín)
- Cyrano z Bergeracu (2016, Městské divadlo Šumperk)
- Král Lear (2016, Městské divadlo Mladá Boleslav)
- Robin Hood (2016, Moravské divadlo Olomouc)
- Evžen Oněgin (2016, Divadlo ABC Praha)
- Noc bláznů (2016, Divadlo Rokoko Praha)
- D'Artagnan aneb Tři mušketýři (2016, Městské divadlo Šumperk)
- Angelika (2016, muzikál, Divadlo Broadway Praha)
- Pěna dní (2015, Divadlo ABC Praha)
- Tři Mušketýři (2015, Klicperovo divadlo Hradec Králové)
- Romeo a Julie (2015, Divadlo na Vinohradech Praha)
- Hodina před svatbou (2015, Divadlo Rokoko Praha)
- Chaplin (2015, Městské divadlo Mladá Boleslav)
- Doktor Faustus (2015, Divadlo Jiřího Myrona Ostrava)
- Dracula (2015, Hudební divadlo Karlín Praha)
- Janošík alebo Pravda je len jedna (2015, Spišské divadlo)
- Merlin aneb Pustá zem (2015, Horácké divadlo Jihlava)
- Macbeth (2014, Prague Shakespeare Company)
- Veterán (2014, Divadlo Rokoko Praha)
- Balada pro banditu (2014, Městské divadlo Mladá Boleslav)
- Romeo a Julie (2014, Nádvoří zámku Hluboká nad Vltavou)
- Cyrano z Bergeracu (2014, Městské divadlo Mladá Boleslav)
- Osiřelý západ (2014, Městské divadlo Mladá Boleslav)
- Kleopatra (2014 a 2017, muzikál, Divadlo Broadway Praha)
- Tři Mušketýři (2012 - 2016, muzikál, Divadlo Broadway Praha)
- Aida (2012 - 2015, muzikál, Hudební divadlo Karlín)
- Markéta Lazarová (2013,Divadlo ABC)
- Casanova (2013, muzikál, Divadlo Broadway Praha)
- Zkrocení zlé ženy (2013, Městské divadlo Mladá Boleslav)
- Loutkové představení divadla Minor, 2013
- Othello (2013, Divadlo v Celetné, Praha)
- Úplné zatmění (2013, Městské divadlo Mladá Boleslav)
- Casanova (2012, muzikál, Divadlo Hluboká nad Vltavou)
- Hamlet (2012, muzikál, Divadlo Broadway, Praha)
- Nebezpečné vztahy (2011, Městské divadlo Mladá Boleslav)
- Jekyll a Hyde (2011, Městské divadlo Mladá Boleslav)
- Sherlock Holmes (2011, Městské divadlo Mladá Boleslav)
- Mikulášovy patálie (2012, Divadlo v Celetné)
- Želary (2012, Divadlo Rokoko, Praha)
- Je třeba zabít Sekala (2011, Městské divadlo Zlín)
- Krása na scéně (2011, Městské divadlo Zlín)
- Robin Hood (muzikál, 2010, Divadlo Kalich)
- Macbeth (2010, Otáčivé hlediště v Českém Krumlově)
- Baron Prášil (muzikál, 2010, divadlo Hybernia, Praha)
- Mahábhárata (2010, divadlo ABC, Praha)
- Mona Lisa (muzikál,2009, divadlo Hybernia)
- Romeo a Julie (2009, Městské divadlo Mladá Boleslav)
- Johanka z Arku (muzikál, 2009, divadlo Kalich, Praha)
- Nikita & Šach Mat (muzikál, 2009, divadlo Hybernia, Praha)
- Robin Hood (2009, Otáčivé hlediště v Českém Krumlově)
- Angelika (muzikál, 2007, Divadlo Broadway Praha)
- Tajemství (muzikál, 2005, divadlo Kalich, Praha)
- Cyrano z Bergeracu (2006, Divadlo v Celetné, Praha)
- Hamlet (2005, Divadlo v Celetné, Praha)
- Tři mušketýři (2002, Otáčivé hlediště v Českém Krumlově)
- Noc na Karlštejně (2001, divadlo Šumperk)
- Romeo a Julie (muzikál, 2001, divadlo Spirála, Praha)
- Kleopatra (muzikál, divadlo Broadway Praha)

## Další činnost
Petr Nůsek vede workshopy a vyučuje v zahraničí (Německo, Itálie, Dánsko, USA, Slovensko), pořádá přednášky a semináře pro divadelníky (Národní divadelní dílny Šumperk, Šrámkův Písek nebo Vyškov). Působí jako porotce například na divadelních a šermířských přehlídkách Budyňská koruna, Rožnovská valaška v Českém Krumlově a řadě dalších. Je ředitelem (kvestorem) a lektorem soplečnosti Magisteria, je zakládajícím členem a do roku 2004 byl prvním viceprezidentem České asociace šermířů. Je majitelem a art-directorem agentury pro historii v akci A.R.G.O. Je spoluzakladatelem kontaktních turnajů pro ověřování bojových technik (od roku 1993 do 1999).

## Autor projektů
- Magisterium – škola evropských historických bojových umění (společně s Ing. Kozou a A. Žídkem)
- A.K.A. Akademie rytířských umění 2000–2009
- Oživení historického jádra města Tábora 1995–2009
- Housův mlýn, skanzen středověkého způsobu života a husitského válečnictví – od roku 1996
- Cesta mistra Jana Husa do Kostnice (společně s Ing. P. Kozou, A. Žídkem a J. Navarou) 1995
- Festival historických bojovníků (ve spolupráci s ateliéry šermu a kanceláří Magisteria) 2000–2009
- Rekonstrukce obřích dobývacích strojů (1993–1994) ČR, Německo
- Rekonstrukce a znovuoživení historických slavností měst (k dnešnímu dni cca 150 realizací – blíže viz reference agentury A.R.G.O.)
- Sv. Jiří a drak – exteriérová rekonstrukce středověkého Mirabelu
- Vedl šermířskou a akční průpravu herců profesionálního Divadla M v Českých Budějovicích
- Dějeprava aneb Krumlovští Petrovští před tabulí – přednáškový divadelni pořad pro školy. O historii rytířství v průběhu staletí.
- Lektoroval šermířskou a pohybovou přípravu Střední školy dramatických umění v Šumperku
- Vedl šermířský výcvik a připravoval choreografie cca 17 SHŠ
- Šermířská přehlídka Český Krumlov 1992 a Tábor 1994
- Rytíři z Čech až na konci světa – USA Světový festival folkloru,historie a kultury. (1996–2001)
- Spoluautor projektu Šermířské sympozium Znojmo 1995
- Krumlovský zámecký Maškarní sál – projekt Masky

## Galerie

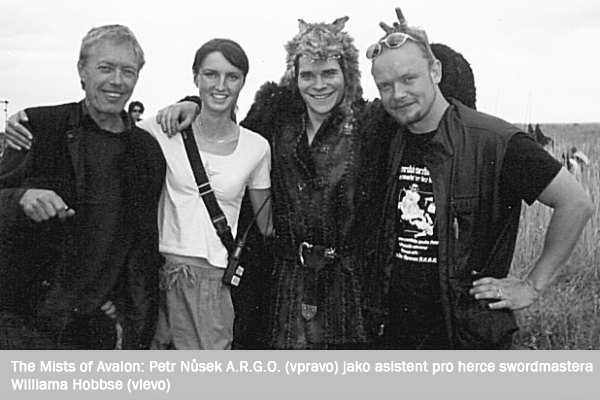
The Mist of Avalon, Nůsek (vpravo) jako asistent pro herce swordmastera Williama Hobbse (vlevo)
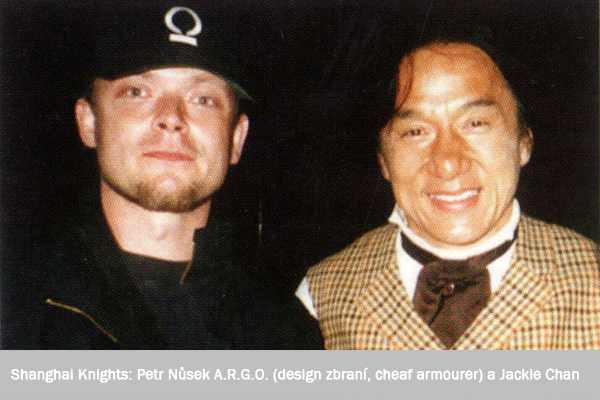
Shanghai Knights, Nůsek (design zbraní, cheaf armourer) a Jackie Chan
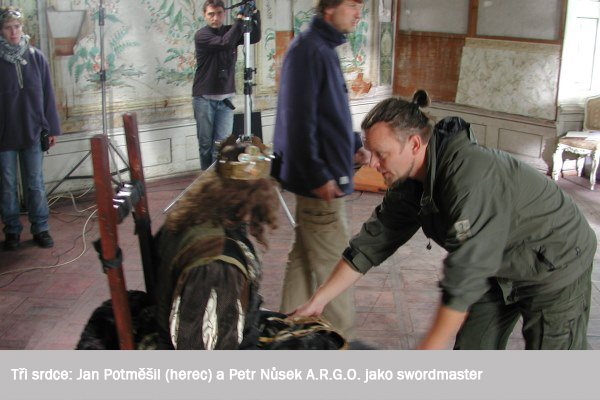
Tři srdce, herec Jan Potměšil a Petr Nůsek (swordmaster)
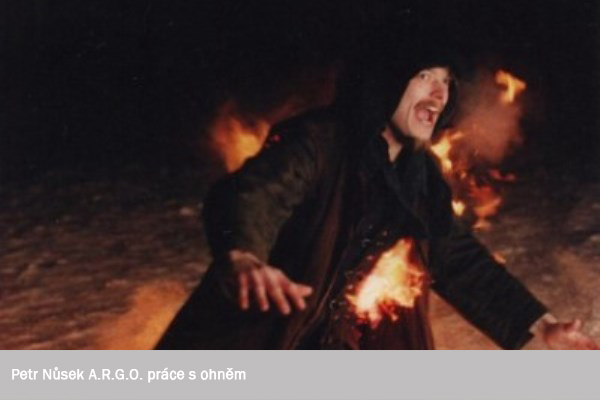
Petr Nůsek při práci s ohněm
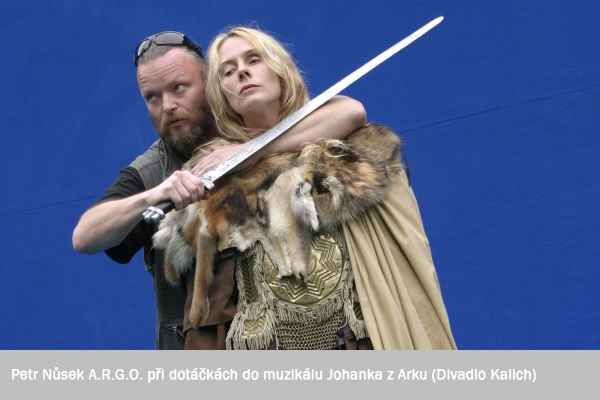
Petr Nůsek při dotáčkách muzikálu Johanka z Arku, divadlo Kalich
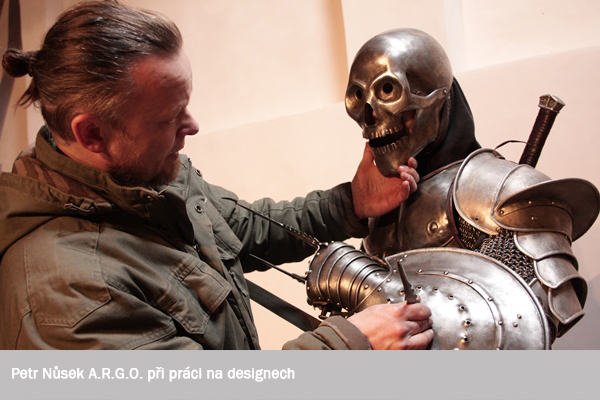
Petr Nůsek při práci na designech
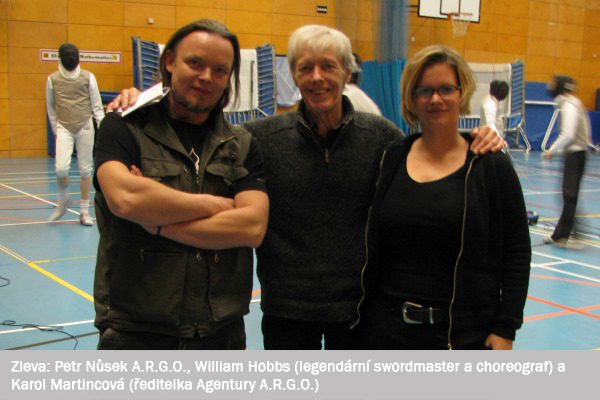
Petr Nůsek, William Hobbs (legendární swordmaster a choreograf) a Karol Martincová (ředitelka společnosti A.R.G.O.)
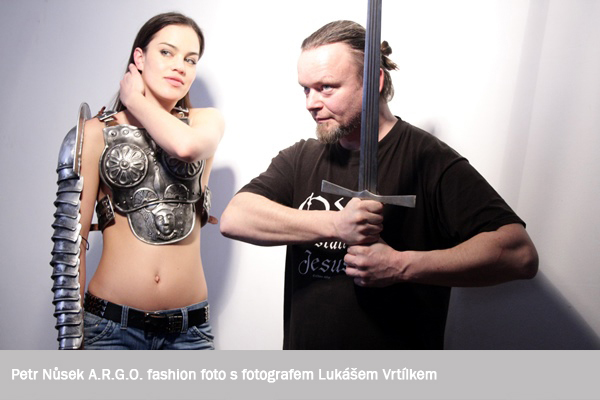
Petr Nůsek během fotografování fashion s fotografem Lukášem Vrtílkem
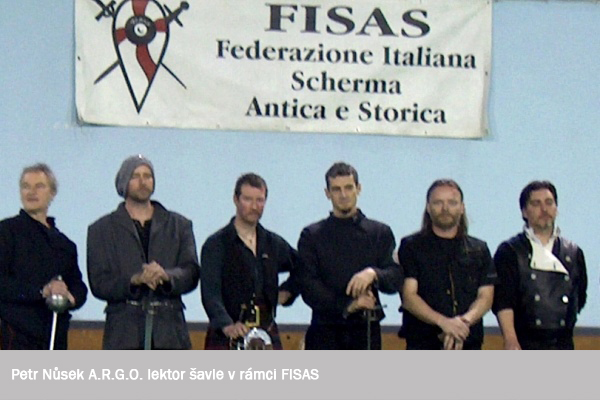
Petr Nůsek jako lektor v rámci FISAS (Federazione Italiana Scherma Antica e Storica)
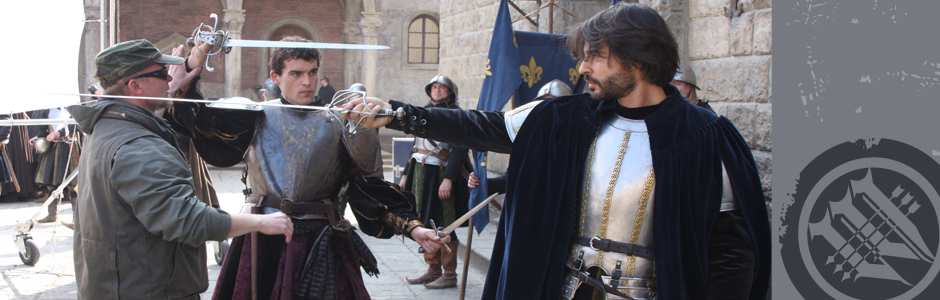
Petr Nůsek koriguje techniku herců
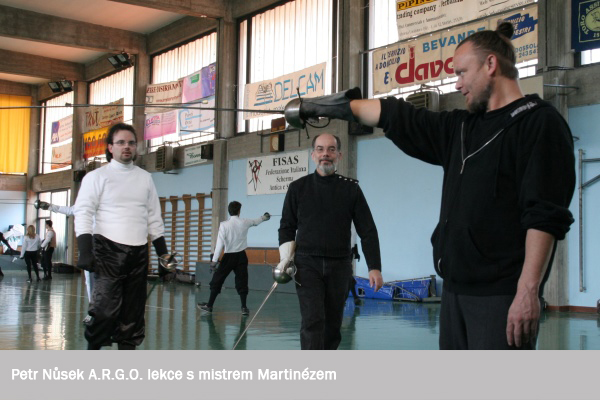
Petr Nůsek během lekce s mistrem Martinézem
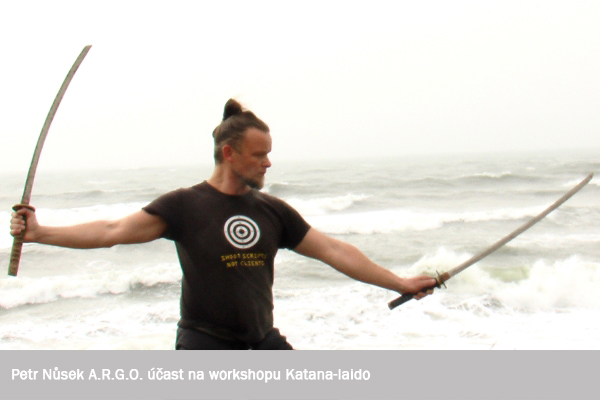
Petr Nůsek během workshopu katana - Iaido
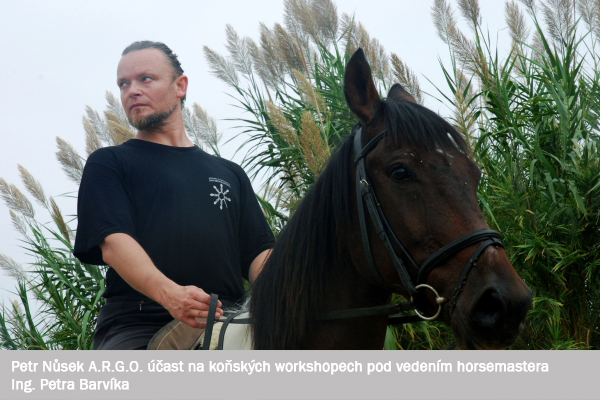
Petr Nůsek se účastní koňských workshopů pod vedením horsemastera Ing. Petra Barvíka
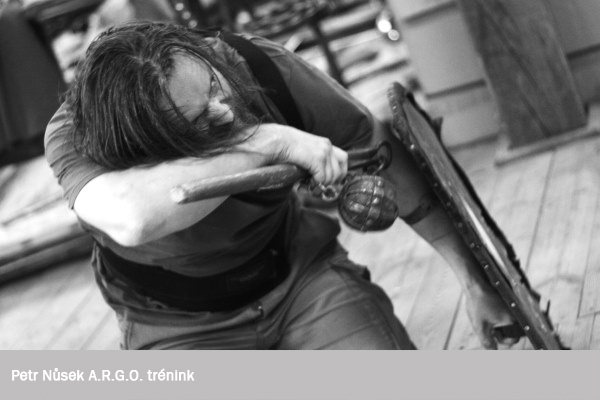
Petr Nůsek při tréninku